# Special Category Status
Le Special Category Status (« Statut spécial » ou « Catégorie spéciale ») est un statut spécifique établi en juillet 1972 dans les prisons nord-irlandaises . Avec le renouveau des troubles, le Secrétaire d'État pour l'Irlande du Nord William Whitelaw accorde aux prisonniers pour crime paramilitaire la possibilité de ne pas porter l'uniforme de prisonnier, de se réunir librement et de ne pas travailler. Il est aboli le 1er mars 1975. Les grèves de la faim des prisonniers républicains en 1981 débutent le jour anniversaire de cette abolition.